# Liste des districts dans le borough londonien de Hillingdon
Ceci est une liste des districts du Borough londonien de Hillingdon.
Les zones du code postal de Hillingdon sont HA, TW, UB et WD.

Hillingdon dans le Grand Londres

## Districts
| District      | Ville postale           | Zone postal/District | Coordonnées                 | OS grid ref  |
| ------------- | ----------------------- | -------------------- | --------------------------- | ------------ |
| Cowley        | UXBRIDGE                | UB8                  | 51° 31′ 41″ N, 0° 28′ 52″ O | TQ055825     |
| Cranford      | HOUNSLOW                | TW4, TW5             | 51° 28′ 36″ N, 0° 24′ 28″ O | TQ105765     |
| Eastcote      | RUISLIP, PINNER         | HA4, HA5             | 51° 35′ 03″ N, 0° 23′ 23″ O | TQ115885     |
| Harefield     | UXBRIDGE, RICKMANSWORTH | UB9, WD3             | 51° 36′ 12″ N, 0° 28′ 41″ O | TQ055905     |
| Harlington    | HAYES                   | UB3                  | 51° 29′ 09″ N, 0° 26′ 11″ O | TQ085775     |
| Harmondsworth | WEST DRAYTON            | UB7                  | 51° 29′ 11″ N, 0° 28′ 47″ O | TQ055775     |
| Hayes         | HAYES                   | UB3, UB4             | 51° 30′ 46″ N, 0° 25′ 16″ O | TQ095805     |
| Heathrow      | HOUNSLOW                | TW6                  | 51° 28′ 02″ N, 0° 27′ 10″ O | TQ074754     |
| Hillingdon    | UXBRIDGE                | UB8, UB10            | 51° 31′ 58″ N, 0° 27′ 18″ O | TQ071827     |
| Ickenham      | UXBRIDGE                | UB10                 | 51° 33′ 29″ N, 0° 26′ 54″ O | TQ075855     |
| Longford      | WEST DRAYTON            | UB7                  | 51° 28′ 40″ N, 0° 29′ 39″ O | TQ045765     |
| Northwood     | NORTHWOOD               | HA6                  | 51° 36′ 04″ N, 0° 25′ 03″ O | TQ095915     |
| Ruislip       | RUISLIP                 | HA4                  | 51° 34′ 34″ N, 0° 25′ 59″ O | TQ0887       |
| Sipson        | WEST DRAYTON            | UB7                  | 51° 29′ 13″ N, 0° 27′ 22″ O | TQ075785     |
| South Ruislip | RUISLIP                 | HA4                  | 51° 33′ 27″ N, 0° 23′ 35″ O | TQ115855     |
| Uxbridge      | UXBRIDGE                | UB8                  | 51° 32′ 25″ N, 0° 28′ 40″ O | TQ055835     |
| West Drayton  | WEST DRAYTON            | UB7                  | 51° 30′ 15″ N, 0° 27′ 53″ O | TQ065795     |
| Yeading       | HAYES                   | UB4                  | 51° 31′ 49″ N, 0° 23′ 30″ O | TQ115825     |
| Yiewsley      | WEST DRAYTON            | UB7                  | 51° 30′ 45″ N, 0° 28′ 21″ O | TQ0608880405 |

## Référence
- (en) Cet article est partiellement ou en totalité issu de l’article de Wikipédia en anglais intitulé « List of districts in the London Borough of Hillingdon » (voir la liste des auteurs).